# Heinkel HeS 011

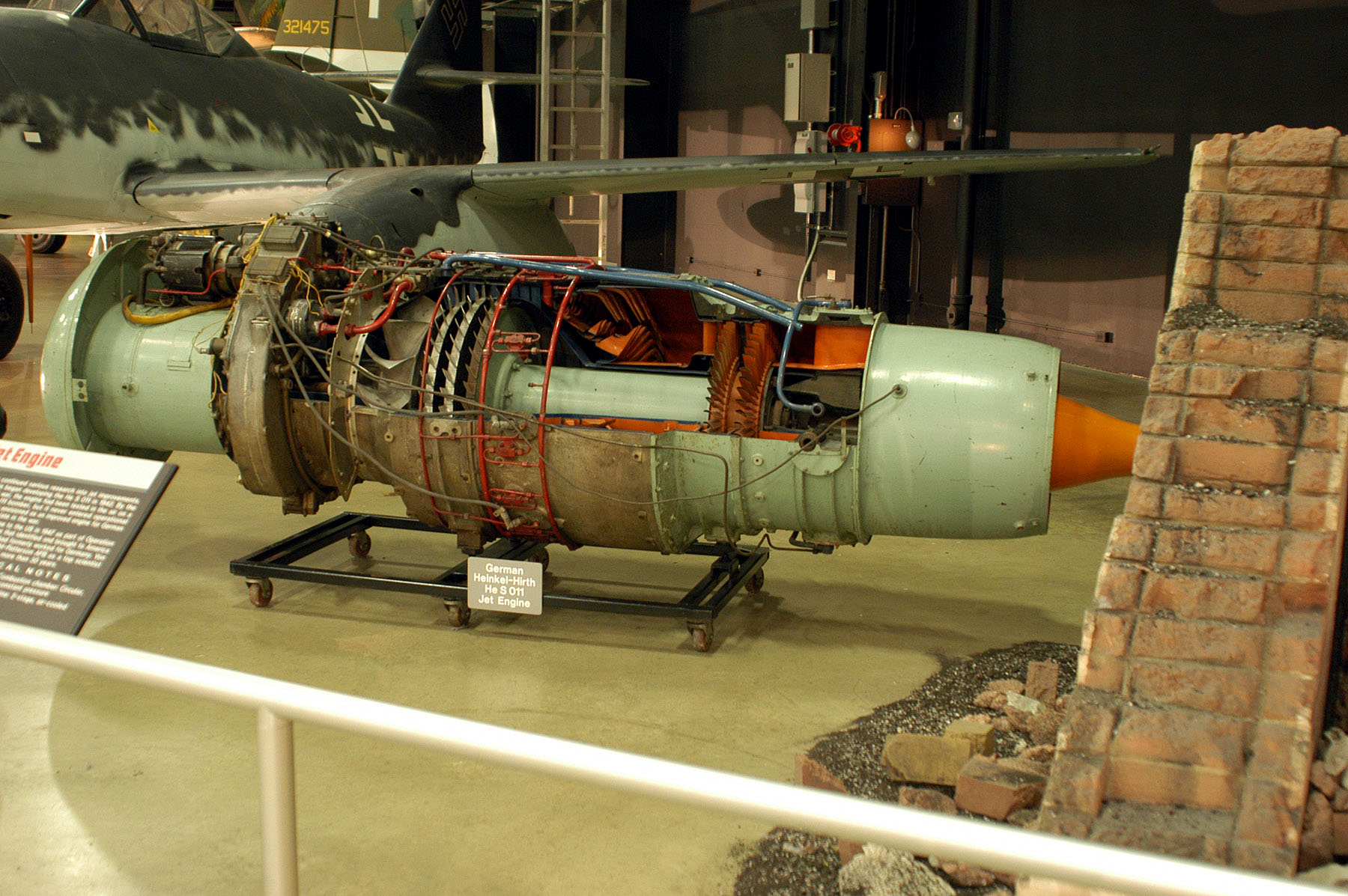
Das Heinkel-HeS-011-Triebwerk

Das Heinkel HeS 011 war ein während des Zweiten Weltkrieges in der Entwicklung befindliches Strahltriebwerk des deutschen Herstellers Heinkel. 

## Geschichte
Mit diesem Triebwerk sollten nahezu sämtliche Entwürfe von Flugzeugen mit Strahlantrieben, die gegen Ende des Zweiten Weltkrieges im Drittes Reich erarbeitet wurden, ausgestattet werden. So war das Triebwerk auch für das Experimentalflugzeug P.1101 der Messerschmitt AG vorgesehen.
Die ersten Prototypen wurden Anfang des Jahres 1944 auf dem Prüfstand getestet. Probleme mit dem komplizierten Verdichter verzögerten jedoch den Bau. Das Projekt kam nie über das Versuchsstadium hinaus. Vorgesehen war weiterhin eine Propellerturbinen-Variante des HeS 011 mit der Bezeichnung Heinkel HeS 021. Als Wellenvergleichsleistung waren 3300 PSe angegeben worden.

## Funktionsweise
Das HeS 109-011 wurde unter Leitung von Hans Joachim Pabst von Ohain mit fünf Verdichterstufen konzipiert – die erste Stufe in Axialbauweise, die zweite als Radialverdichter und die letzten drei wieder als Axialverdichter. Diese Anordnung wurde als Diagonalbauweise bezeichnet. Im Gegensatz zu den meisten anderen Strahltriebwerken dieser Zeit, wie beispielsweise dem Jumo 004, wurde eine Ringbrennkammer und keine Einzelbrennkammern verwendet. Die Turbine wurde mit Hohlkammerturbinenschaufeln ausgerüstet und mit Verdichterluft gekühlt.

## Technische Daten
(Quelle: )
- Länge (über alles): 3450 mm
- Max. Durchmesser: 830 mm
- Max. Startschub: 1300 kg (12,7 kN)
- Trockengewicht: 770 kg
- Gesamtgewicht (betriebsbereit): 845 kg
- Spezifischer Verbrauch: 1,32 kg/kp/h (im Stand auf Höhe Null bei Volllast)